# Prove di funzionalità respiratoria
Le prove di funzionalità respiratoria (PFR) sono indagini strumentali mediche che permettono di esaminare la funzione dell’apparato respiratorio nelle sue multiple e complesse componenti nelle condizioni di salute e malattia. Nella pratica clinica questi test sono utilizzati sia per la diagnosi delle malattie respiratorie che per la valutazione del loro decorso clinico nel tempo e degli effetti della terapia. Altri campi di utilizzo delle PFR sono l’epidemiologia, la medicina del lavoro e dello sport e gli studi di ricerca fisiologica e clinica. Il diffuso utilizzo di tali indagini nella moderna medicina respiratoria è dovuto alla loro elevata capacità di esaminare i differenti settori anatomici dell’apparato respiratorio colpiti dalla malattia, alla non invasività dei test, all’applicazione della moderna tecnologia per l’analisi dei dati in brevissimo tempo e con elevata precisione, ed infine al costo contenuto della strumentazione.
Per tutti questi motivi, le PFR sono state oggetto delle prime linee guida a livello internazionale della medicina moderna a partire dalla fine degli anni ‘70 e con aggiornamenti successivi riportati in ordine temporale nella bibliografia.

## Spirometria
Il test si basa sulla misura del flusso aereo durante manovre espiratorie ed inspiratorie forzate massimali.
La prima manovra viene eseguita dopo un inspirio profondo massimale a capacità polmonare totale (CPT) e successiva espirazione forzata a volume residuo (VR). In questa fase il flusso espiratorio raggiunge un valore massimale che poi decade gradualmente con la riduzione del volume polmonare. Oltre un certo sforzo espiratorio, il suo valore è funzione del calibro delle vie aeree al punto del loro strozzamento durante la manovra, della collassabilità della parete bronchiale a valle di tale segmento e della dissipazione pressoria a monte dipendente da densità e viscosità del gas. Per questi motivi, il test viene utilizzato in medicina respiratoria per esplorare le caratteristiche delle vie aeree e del parenchima polmonare.
Al contrario, la manovra inspiratoria forzata viene iniziata dopo una completa espirazione a VR e termina a CPT. In questa fase il flusso dipende dalla forza dei muscoli inspiratori e dalle dimensioni delle vie aeree centrali. Per tale motivo, il test è utilizzato nello studio delle patologie dei muscoli inspiratori e/o ostruzione delle aeree centrali.
Dal punto di vista clinico pratico, la valutazione funzionale si fonda su alcuni parametri che meglio descrivono con semplicità le curve flusso-volume espiratoria ed inspiratoria. Per la fase espiratoria essi sono il volume espulso nel 1º secondo dell’espirazione (VEMS), la capacità vitale (CV) e il flusso espiratorio al 50% della CV (FEF50), mentre per la fase inspiratoria il più utilizzato è il flusso inspiratorio al 50% della CV (FIF50). Questi dati permettono una valutazione del quadro funzionale. Per esempio, una riduzione di VEMS maggiore della CV (VEMS/CV*100) è indice di ostruzione o collasso delle vie aeree o perdita di pressione elastica polmonare. In rari casi tale pattern non è segno di malattia ostruttiva, bensì indice di esagerato sviluppo del parenchima polmonare rispetto a quello delle vie aeree in gioventù (asincrono sviluppo del polmone). Una riduzione del VEMS e CV di simile entità indica la presenza di un difetto ventilatorio senza però poterne specificare con certezza la natura restrittiva o ostruttiva. La misura dei volumi polmonari ne dirime il dubbio. Il FIF50 è generalmente ridotto nei casi di ostruzione fissa o mobile delle vie aeree extratoraciche e talora anche nei casi di ostruzione intratoracica. La sua valutazione in funzione del FEF50 aiuta a discriminare le condizioni, essendo il rapporto tra i due parametri prossimo all’unità in caso di ostruzione fissa extratoracica, <1 in caso di ostruzione mobile extratoracica e >1 nell’ostruzione intratoracica.
Le PFR sono anche utilizzate per la valutazione delle risposte ai farmaci broncodilatatori e agli agenti broncocostrittori. Nel primo caso aumenti del VEMS superiori al 12% e 200 ml rispetto al valore di base documentano l’effetto del farmaco sul tono bronchiale. Il loro significato clinico è controverso: mentre alcune linee guida suggeriscono che risposte positive sono indicative di asma bronchiale, altre sono più prudenti ed accettano valori ben superiori (almeno 400 ml) a supporto di tale diagnosi. Risposte negative sono più frequentemente osservate nella broncopneumopatia ostruttiva cronica (BPCO), anche se non sono specifiche di tale condizione. Studi condotti a metà degli anni ‘80 non sono riusciti ad identificare una soglia di tale test capace di differenziare l’asma dalla BPCO. Il test alla metacolina e il test da sforzo utilizzano il VEMS come parametro principe per l’analisi della risposta broncocostrittrice. Il loro uso in clinica pratica ha un valore molto importante nella diagnosi o esclusione di asma bronchiale. Altra indicazione per l’uso della spirometria è il sospetto di paralisi del diaframma. In questo caso, una riduzione della CV > 15-20% nella posizione supina rispetto a quella eretta è fortemente suggestivo di tale disturbo.

## Massima Ventilazione Volontaria (MVV)
Il test viene eseguito chiedendo al paziente di respirare con il massimo sforzo respiratorio ad una frequenza di circa 90-110 atti respiratori/min e per una durata di 12 s. Una riduzione dell’MVV rispetto ai valori attesi suggerisce la presenza di malattia neuromuscolare o di ostruzione delle vie aeree centrali.

## Volumi polmonari
Tre sono i volumi polmonari fondamentali per la respirazione. Il primo è la capacità funzionale residua (CFR), volume dal quale avviene la respirazione normale a riposo e dove avvengono gli scambi gassosi. Il secondo è la CPT, volume che identifica la massima espansione della gabbia toracica. Il terzo è il VR che identifica il volume del polmone al quale nel soggetto adulto si manifesta la completa o quasi completa chiusura delle vie aeree. Ognuno di questi tre volumi è regolato da meccanismi differenti e la loro compromissione è espressione del tipo, gravità ed evoluzione della malattia. Per esempio, nel caso di malattie ostruttive la CPT tende a non essere alterata o semmai ad aumentare, mentre entrambi la CFR ed il VR aumentano gradualmente, il secondo maggiormente del primo. Al contrario, nelle malattie restrittive, tutti i volumi tendono variamente ad accomodarsi a valori minori dell’atteso. L’implicazione clinica della misura dei volumi polmonari è fondamentale per la diagnosi della malattia polmonare.
Numerosi sono i metodi per la misura dei volumi polmonari nella pratica clinica. Il pletismografo corporeo è il test più utilizzato sia per la semplicità di esecuzione, la sua accettabilità da parte del paziente e la capacità di misurare tutto il gas all’interno del torace. Specifiche informazioni sono presentate nella bibliografia.

## Diffusione alveolo-capillare del monossido di carbonio (DLCO)
Il test permette di esaminare i disturbi delle malattie respiratorie prevalentemente localizzati nella parte più periferica del polmone. Il test prevede l’uso del CO invece dell’ossigeno (O2) perché a differenza di quest’ultimo, il CO è assente nel sangue refluo all’alveolo, permettendo così di stimare il gradiente alveolo-arterioso semplicemente in base alla tensione del CO nel gas alveolare. La DLCO viene calcolata dal rapporto tra l’assorbimento del CO durante un inspirio di 10 s a CPT e la sua tensione alveolare.
In clinica pratica, una riduzione della DLCO rispetto ai valori attesi è frequentemente e variabilmente riscontrata nelle malattie restrittive polmonari (malattie dell’interstizio, edema polmonare, enfisema polmonare, esiti di resezione polmonare, malattie della pleura e della gabbia toracica, malattie neuromuscolari) e malattie vascolari polmonari (tromboembolia polmonare, ipertensione arteriosa polmonare, anemia). L’aumento della DLCO è di minor interesse clinico e può essere osservato in casi di iperafflusso di sangue nel polmone (shunt sinistro-destro, policitemia) o di emorragia polmonare, e talora asma bronchiale grave ed obesità.

## Altri test di funzionalità respiratoria
Lo studio della funzione ventilatoria durante respiro tidal può essere condotto misurando le resistenze delle vie aeree al flusso con differenti metodologie, le più conosciute delle quali sono la pletismografia corporea e l'oscillometria forzata a varie frequenze (FOT). Il primo è un test non sempre facile da eseguire ed interpretare in clinica pratica per diversi motivi. Dal punto di vista tecnico, per esempio, il test richiede che le differenze in temperatura e umidità tra gas inspirato ed espirato siano corrette matematicamente o almeno ridotte con l’aumento della frequenza respiratoria a valori superiori ai 2 Hz, cosa non sempre facile da ottenere da parte del paziente. Inoltre, i valori di resistenze necessitano di correzione per il volume polmonare di fine espirazione se questo aumenta nella fase di registrazione. Infine, si ricorda che a causa del minor contributo delle vie aeree periferiche alle resistenze al flusso rispetto alle vie aeree centrali, il test perde sensibilità nella valutazione clinica delle malattie polmonari ostruttive dove la patologia è prevalentemente localizzata nella parte più distale del polmone. Al contrario, la FOT permette di esaminare la funzione ventilatoria durante respiro tranquillo offrendo informazioni cruciali sulle caratteristiche meccaniche delle vie aeree centrali e periferiche (resistenza al flusso), sulla anomalie distributive delle ventilazione e sulle proprietà capacitative del sistema respiratorio (reattanza), queste ultime essendo funzione dell’elastanza del sistema toraco-polmonare, delle proprietà elastiche delle pareti delle vie aeree, del gas respirato ed infine della ventilazione. Altri campi più recenti di applicazioni della FOT sono lo studio della funzione respiratoria nelle sue dimensioni volumetrica e temporale a riposo e durante costrizione del muscolo liscio bronchiale, la misura della compressione dinamica delle vie aeree durante l’espirio tidal, ed il controllo della ventilazione meccanica non invasiva e dell’apnea notturna. Per tutti questi motivi, la FOT sta assumendo un ruolo fondamentale in supporto ai classici test spirometrici nello studio delle malattie respiratorie. 
La misura della forza esercitata dai muscoli respiratori è un test capace di identificare la fatica dei muscoli respiratori che si manifesta in corso di malattie neuromuscolari, malattie respiratorie di grado avanzato, malattie cardiache e malattie metaboliche. Tale indagine trova ampio riscontro clinico in particolare nelle fasi iniziali di tali patologie a causa dell'alineare relazione tra pressione esercitata dai muscoli inspiratori e volume del polmone a favore della prima. Al contrario, con l'aggravamento della malattia, la forza dei muscoli inspiratori si riduce meno velocemente rispetto alla riduzione del volume polmonare, motivo per il quale il test perde parte della sua sensibilità in questa fase. Il test richiede notevole impegno da parte del paziente e molta esperienza da parte dell’operatore.
La misura dell’ossiemia e capnia del paziente è parte integrante della valutazione clinica delle malattie cardio-respiratorie in particolare nella loro fase più avanzata. Prima di procedere al prelievo di sangue arterioso per emogasanalisi (EGA), è consigliabile la misura della saturazione dell’O2 con un pulsossimetro. Questo prevede l’utilizzo di uno spettrofotometro con lunghezza d’onda tra 650 e 940 nm in abbinamento con un pletismografo per il rilevamento del polso arterioso. Lo strumento misura la quota di luce assorbita e riflessa dall'emoglobina attiva del sangue circolante nel dito di una mano, e da questo stima la saturazione arteriosa in O2 dell'emoglobina (SaO2). Valori di SaO2 <92% suggeriscono l’esecuzione dell’EGA per la misura diretta delle pressioni di O2 e anidride carbonica (CO2) nel sangue arterioso. Data la relazione sigmoidale tra pressione arteriosa di O2 (paO2) e SaO2, per una iniziale caduta della paO2 le variazioni di SaO2 sono proporzionalmente minori, mentre è vero l’opposto per gradi di insufficienza respiratoria più avanzata. Con il termine di insufficienza respiratoria parziale si definisce la condizione caratterizzata da una riduzione della paO2 al di sotto dei limiti inferiori della norma, questi ultimi essendo funzione della pressione barometrica, dell’età del soggetto ed in misura minore del sesso. Il valore di 60 mm Hg è una soglia standard accettata in clinica pratica non già per la definizione dell’insufficienza respiratoria ma perché al di sotto di essa si attuano trattamenti medici più o meno aggressivi per la correzione del difetto ossiemico. Con il termine di insufficienza respiratoria globale si definisce invece il quadro dove la riduzione della paO2 si associa ad un aumento della paCO2 al di sopra di un valore di 50 mm Hg.

## Comparazione dei dati osservati con i valori predetti o precedentemente registrati e loro interpretazione
Come per tutti gli esami clinici o funzionali in medicina, la valutazione di qualsiasi risultato va fatta in relazione al suo valore di normalità conosciuto nella popolazione generale oppure ad un precedente valore misurato nello stesso soggetto in condizioni di benessere o in differenti fasi della malattia.
Valori degli indici di funzionalità respiratoria nella popolazione generale sono stati raccolti fin dagli anni ‘70 nelle varie popolazioni e hanno rappresentato la base per la costruzione dei valori di riferimento con procedimenti più o meno differenti. Tra questi, i più conosciuti sono i valori di normalità del NHANES e dell’ECCS. Recentemente, Quanjer e colleghi hanno derivato nuove equazioni di predizione della funzione polmonare per classi multietniche di individui. Con il presupposto che queste rappresentano il valore predetto aspettato per una data variabile funzionale per un dato soggetto, il problema seguente è quello di interpretare il significato della differenza tra il valore osservato e quello predetto per una data variabile. Per facilitare questo compito, in passato ma ancora in alcuni documenti internazionali in uso, è stato accettato il valore fisso dell’20% al di sotto o al di sopra del valore medio predetto. Per esempio, un valore di una variabile che sia del 70% del predetto sarebbe da intendere ridotto perché eccede il valore soglia del 20%. Questo approccio però è stato criticato perché è fortemente dipendente dalla grandezza del numeratore che a sua volta dipende da variabili antropometriche come età, altezza, sesso, razza e in parte anche peso corporeo. Per esempio, se la differenza tra il valore osservato ed il valore atteso è 1 L, nel caso in cui il valore atteso sia di 6 L o 3 L la differenza percentuale sarà del 17% nel primo caso e dunque ancora normale o 33% nel secondo e dunque patologica. Questo approccio è in contrasto con la distribuzione della variabilità attorno alla media delle variabili funzionali respiratorie che non è né di tipo lineare né tanto meno eteroscedastica. Anche per quanto riguarda la soglia di variabilità naturale del rapporto tra VEMS e CV utilizzata per la diagnosi di ostruzione delle vie aeree è stato scelto un valore fisso del 70%. Questo ha creato forte contrasto con il concetto che la soglia di tale rapporto è fortemente dipendente dall’età e anche dal sesso, fatto che ingenera significativa sottostima di malattia ostruttiva in età giovanile e sovrastima in età avanzata. L’uso dei limiti percentuali fissi è stato anche utilizzato per classificare la gravità funzionale delle malattie respiratorie, nonostante che questi siano affetti dagli stessi problemi sopra menzionati e non siano mai stati esaminati in funzione degli outcome clinici più importanti.
Una modalità più razionale e moderna nello stabilire i limiti di normalità dei parametri ventilatori è quella del 5° o 95° percentile della distribuzione dei valori della popolazione sana assumendo che la tale distribuzione sia di tipo Gaussiano. Questo approccio include tutte le variabili antropometriche che contribuiscono a generare il valore atteso per ogni individuo. Il suo limite risiede nel fatto che al di sotto o di sopra di queste soglie, il valore di una variabile appartenente ad un individuo sano è considerato erroneamente anomalo. Accettando però questo limite che può essere facilmente corretto con la storia ed i dati clinici del paziente, il margine di errore è minimo ed equamente distribuito per tutte le età dei pazienti. Tali valori percentili corrispondono ad un valore di deviazione standard o z-score moltiplicato per il valore di 1.64. Un recente studio ha dimostrato che sintomi respiratori e classi di z-score sono fortemente associati tra loro nella BPCO, ragion per cui classificare la gravità delle malattie respiratorie in base a tale indice piuttosto che a soglie fisse potrebbe essere molto più corretto e utile dal punto di vista clinico rispetto alla classificazioni con soglie fisse.
La valutazione del quadro funzionale in rapporto ad un precedente controllo eseguito in condizioni di salute o in differenti fasi della malattia è un'altra possibilità, qualora disponibile, per interpretare al meglio la funzione ventilatoria. Rispetto ai valori predetti nella popolazione generale, ciò permette di dar maggior peso clinico anche a modeste variazioni temporali dei singoli parametri.